# Julian Sensley
Julian Alexander Sensley (* 18. August 1982 in New Orleans, Louisiana) ist ein ehemaliger US-amerikanisch-deutscher Basketballspieler. Der 2,07 m große Sensley spielte auf der Small Forward/Power-Forward-Position, er trug als Basketballer den Spitznamen The Prodigal Son (Der verlorene Sohn). Er bestritt 14 A-Länderspiele für Deutschland.

## Leben
Der in New Orleans geborene Sensley wuchs in Kailua (Hawaii) auf und besitzt neben der US-amerikanischen auch die deutsche Staatsbürgerschaft durch seine aus Rostock stammende Mutter Susanne Karsten, die 1975 nach ihrer Jugend in Hamburg in die Vereinigten Staaten ausgewandert war und Julians Vater geheiratet hatte. Sensley hat einen jüngeren Bruder namens Max und hat ein Faible für Tätowierungen. Mittlerweile ist er selbst verheiratet und Vater eines Sohns (* 2006).

### Karriere
Julian Sensley besuchte die Kalaheo High School auf Oʻahu und spielte für deren Basketballmannschaft, die Kalaheo Mustangs. Nach dem High-School-Abschluss schrieb er sich an der Preparation School St. Thomas More School in Oakdale (Connecticut) ein, die er für zwei Jahre als Vorbereitung auf das College besuchte. 2001 wurde er in das Hochschulteam Golden Bears der University of California, Berkeley aufgenommen. Er konnte jedoch nicht alle akademischen Prüfungen auf Anhieb erfolgreich absolvieren, so dass ihm die Sportorganisation NCAA die Zulassung als Spieler verweigerte. So verließ er das College wieder und wurde anschließend mit drei anderen Colleges in Verbindung gebracht. Nach der Teilnahme an einem Camp der US-Profiliga NBA im Sommer 2002 ging er zunächst an die California State University, Fresno, doch konnte er auch hier wegen der fehlenden Zulassung kein Spiel für die Bulldogs bestreiten, so dass er Anfang 2003 das Junior College Los Angeles City College (LACC) besuchte, bevor er wieder zurück nach Hawaii zog.
In seiner Heimat besuchte Sensley ab 2003 die University of Hawaii at Manoa und spielte, nachdem er nun die Zulassung bekommen hatte, in dessen College-Basketballmannschaft Hawaii Rainbow Warriors in der College-Liga NCAA Division I. Schon in der ersten Saison bei den Warriors erspielt er sich einen Stammplatz. Bei immer besseren Leistungen schafft er in seinem Abschlussjahr 2005/2006 eine Quote von 17,6 Punkten und 5,8 Rebounds pro Spiel. Während seiner drei Jahre bei den Rainbow Warriors schafft er über 1000 Punkte und 500 Rebounds.
2004 war Sensley vom Basketball-Bundesliga-Trainer Achim Kuczmann entdeckt worden, als dieser von seiner deutschen Abstammung erfuhr. Daraufhin ließ Bundestrainer Dirk Bauermann Sensley durch den ehemaligen deutschen Nationalspieler Christian Welp beobachten, der Sensley für ein Engagement in der deutschen Nationalmannschaft gewinnen konnte, obwohl dieser noch nie in Deutschland war und auch kein deutsch sprach. Sensley ließ sich daraufhin 2006 einbürgern und kam am 28. Juli 2006 in Hamburg zu seinem ersten Einsatz für die Nationalmannschaft. In seiner Spielweise an Ademola Okulaja erinnernd wurde er jedoch als einer der letzten Spieler aus dem endgültigen Kader für die Basketball-Weltmeisterschaft 2006 gestrichen.
In der italienischen zweiten Liga Legadue hatte Sensley 2006 in Casale Monferrato einen Vertrag unterschrieben, den er noch vor Saisonbeginn beendete und zunächst in die Vereinigten Staaten zurückkehrte. Im Dezember 2006 spielte er schließlich doch in Europa, nachdem er in der spanischen Liga ACB in Valladolid anheuerte. Dieser Vertrag endete aber bereits nach einem Monat, so dass er im Januar 2007 schließlich doch in Italien für den Verein aus Livorno in der höchsten Spielklasse Lega Basket Serie A spielte. Auch dieser Vertrag endete bereits nach zwei Monaten und sieben Meisterschaftsspielen. Nachdem er keinen NBA-Verein finden konnte, spielte er bis Dezember 2007 bei den Colorado 14ers in der NBA Development League, bevor er nach einer Verletzung entlassen wurde.
Nach der Verletzungspause spielte Sensley in der Saison 2008/2009 für den belgischen Erstligisten Dexia Mons-Hainaut in der D1-Liga. Bereits im März 2009 kehrte er noch vor Saisonende zu den Colorado 14ers zurück und wechselte nach sieben Spielen zum Ligakonkurrenten Rio Grande Valley Vipers, mit denen er in der darauf folgenden Spielzeit 2009/10 die Meisterschaft in der NBA Development League gewann. Zwischendurch hatte er sich auf Zypern bei Apollon Limassol vorgestellt, war aber im November 2010 zu den Vipers zurückgekehrt. Für die Saison 2010/2011 unterschrieb er einen Vertrag in Griechenland bei Peristeri Athen. Während der Saison wechselte er im Februar 2011 zu Bornova Belediye, das jedoch als Vorletzter am Ende der Saison aus der Türkiye Basketbol Ligi abstieg.
In der Saisonvorbereitung für die Spielzeit 2011/12 stellte sich Sensley dem griechischen Erstligisten Ikaros Kallitheas vor, der ihn nach vier Meisterschaftsspielen nicht weiterverpflichtete. Anschließend kehrte er zu den Rio Grande Valley Vipers in die D-League zurück, wechselte dort aber nach fünf Meisterschaftsspielen im Januar 2012 noch zum Ligakonkurrenten Austin Toros. Nach weiteren neun Saisonspielen wurde er Anfang März 2012 entlassen und setzte die Spielzeit in der puerto-ricanischen Baloncesto Superior Nacional fort, bevor er die Saison mit fünf Einsätzen in der venezolanischen Basketballliga beendete. Nachdem er noch kurzzeitig in der Dominikanischen Republik aktiv gewesen war, wurde Sensley im Oktober 2012 vom südkoreanischen Verein Samsung Thunders aus Seoul verpflichtet, die ihn umgehend in einem Spielertausch für den ehemaligen Basketball-Bundesliga-Profi Brandon Bowman an den Konkurrenten Dongbu Promy aus Wonju abgaben. Im Sommer 2013 erfolgte ein weiterer Wechsel zu Atléticos de San German nach Puerto Rico, anschließend kehrte er zu Dongbu Promy nach Korea zurück. Anfang 2014 erfolgte ein Wechsel zu Gigantes de Guayana, für dieses Team spielte er schon einmal im Jahre 2012. Im Dezember 2014 wechselte er zu den Kirchheim Knights in die Zweite Basketball Bundesliga (ProA). Für Kirchheim erzielte Sensley in 13 Spielen im Schnitt 11,6 Punkte sowie 5,4 Rebounds.
Nach dem Ende der Saison 2014/15 verließ er Kirchheim und spielte in der Folge erneut in Venezuela (Gigantes de Guayana sowie Cocodrilos de Caracas) sowie in Argentinien (Regatas Corrientes). Im Frühjahr 2017 spielte Sensley für die Mannschaft Hawaii Swish in der US-Liga ABA. Nach seiner Spielerlaufbahn wurde Sensley auf Hawaii als Fitnesstrainer tätig.

## Erfolge
- Meisterschaft 2009/2010 der D-League mit den Rio Grande Valley Vipers